# Fishermans Paradise
Fishermans Paradise – miasto w Australii, w stanie Nowa Południowa Walia.